# Апціаурі Володимир Степанович
Анвар Камільович Ібрагімов (груз. ვლადიმერ აფციაური; 4 лютого 1962, Квемо-Картлі, Грузинська РСР, СРСР — 14 грудня 2012, Тбілісі, Грузія) — радянський фехтувальник на рапірах, олімпійський чемпіон 1988 року, чемпіон світу.

## Виступи на Олімпіадах
| Олімпіада | Дисципліна      | Місце |
| --------- | --------------- | ----- |
| Сеул 1988 | командна рапіра | 1     |